# لويس دوبويس
لويس دوبويس (بالفرنسية: Louis-Ernest Dubois) (و. 1856 – 1929 م) هو كاتب، وكاهن كاثوليكي، وأسقف كاثوليكي"Louis-Ernest Cardinal Dubois [Catholic-Hierarchy]". مؤرشف من الأصل في 2019-01-25. اطلع عليه بتاريخ 2016-02-04.، من فرنسا، توفي في باريس، عن عمر يناهز 73 عاماً.

## مناصب
تولى منصب Roman Catholic Archbishop of Paris ‏، والكاردينال، وRoman Catholic Bishop of Verdun ‏"Verdun (Latin (or Roman) Diocese) [Catholic-Hierarchy]". مؤرشف من الأصل في 2019-01-10. اطلع عليه بتاريخ 2016-02-04..

## جوائز
حصل على جوائز منها:
- نيشان فرسان العقاب الأبيض.